# Mikele Barber
Mikele Ronisse Barber (Livingston (New Jersey), 4 oktober 1980) is een Amerikaanse sprintster. Ze gespecialiseerde zich aanvankelijk op de 400 m, maar stapte later over op de kortere sprintafstanden. Haar grootste prestatie leverde ze op 4 x 100 m estafette door wereldkampioene te worden. Ze heeft een tweelingzus Me'Lisa Barber die Amerikaanse kampioene was op de 100 m in 2005.
Mikele Barber studeerde af aan de Highschool in Montclair (1998) en South Carolina (2003). In 1998 werd ze tweede op de 400 m op de Amerikaanse jeugdkampioenschappen en kwalificeerde zich hiermee voor het WK junioren waar ze op de 400 m achtste werd en op de 4 x 400 m estafette met haar teamgenoten Myra Combs, Demetria Washington en Nakiya Johnson een bronzen medaille behaalde in 3.32,85.
In 2000 maakte ze onderdeel uit van de Amerikaanse Olympische selectie, maar werd in Sydney niet opgesteld op de 4 x 400 m estafette.
Sinds 2006 legt ze zich meer toen op de 100 m. Ze werd dat jaar zesde bij de Amerikaanse kampioenschappen. Op 24 juli 2007 won ze bij de Pan-Amerikaanse Spelen in Rio de Janeiro een gouden medaille op de 100 m in een PR-tijd van 11,02 seconden en werd met haar teamgenoten op de 4 x 100 m estafette tweede. Op het WK in Osaka trad ze opnieuw aan op 4 x 100 m estafette, ditmaal met haar teamgenoten Lauryn Williams, Allyson Felix en Torri Edwards en won hiermee een gouden medaille.

## Titels
- Wereldkampioene 4 x 100 m estafette - 2007
- Pan-Amerikaans kampioene 100 m - 2007
- NCAA kampioene 400 m - 2000
- NCAA kampioene 200 m (indoor) - 1999

## Persoonlijke records

### Outdoor
| Onderdeel | Prestatie | Datum        | Plaats         |
| --------- | --------- | ------------ | -------------- |
| 100 m     | 11,02 s   | 24 juli 2007 | Rio de Janeiro |
| 200 m     | 22,73 s   | 23 juni 2007 | Indianapolis   |
| 400 m     | 50,63 s   | 13 mei 2001  | Columbia       |

### Indoor
| Onderdeel | Prestatie | Datum            | Plaats       |
| --------- | --------- | ---------------- | ------------ |
| 55 m      | 6,82 s    | 22 februari 2003 | Columbia     |
| 60 m      | 7,22 s    | 24 februari 2008 | Boston       |
| 200 m     | 23,06 s   | 10 maart 2000    | Fayetteville |
| 400 m     | 51,92 s   | 14 maart 2003    | Fayetteville |

## Palmares

### 100 m
- 2007:  Pan-Amerikaanse Spelen - 11,02 s

### 400 m
- 1998: 8e WK junioren - 54,24 s
- 1999:  Universiade - 51,03 s
- 2001:  Universiade - 51,92 s

### 4 x 100 m estafette
- 2007:  Pan-Amerikaanse Spelen - 43,62 s
- 2007:  WK - 41,98 s

### 4 x 400 m estafette
- 1998:  WK junioren - 3.32,85
- 2001:  Universiade - 3.28,04

### Diamond League-podiumplekken
- 2012:  200 m Adidas Grand Prix – 22,96 s
- 2013:  100 m Adidas Grand Prix – 11,39 s

1983 Gladisch, Koch, Auerswald, Göhr · 
1987 Brown, Williams, Griffith-Joyner, Marshall · 
1991 Duhaney, Cuthbert, McDonald, Ottey · 
1993 Bogoslovskaja, Maltsjoegina, Voronova, Privalova · 
1995 Mondie-Milner, Guidry-White, Gaines, Torrence · 
1997 Gaines, Jones, Miller, Devers · 
1999 Fynes, Sturrup, Davis-Thompson, Ferguson · 
2001 Paschke, G. Rockmeier, B. Rockmeier, Wagner · 
2003 Girard, Hurtis-Houairi, Félix, Arron · 
2005 Daigle, Lee, Barber, Williams · 
2007 Williams, Felix, Barber, Edwards · 
2009 Facey, Fraser, Bailey, Stewart · 
2011 Knight, Felix, Myers, Jeter · 
2013 Russell, Stewart, Calvert, Fraser-Pryce · 
2015 Campbell-Brown, Morrison, Thompson, Fraser-Pryce · 
2017 Brown, Felix, Akinosun, Bowie · 
2019 Whyte, Fraser-Pryce, Smith, Jackson · 
2022 Jefferson, Steiner, Prandini, Terry · 
2023 Davis, Terry, Thomas, Richardson